# Долес
До́лес, также Доле, Дален (латыш. Doles sala «остров Доле») — полуостров или остров на реке Даугава, к югу от Риги. На нём расположены шесть населённых пунктов: Аннушка, Румбениеши, Лебениеши, Тауритес, Долесмуйжа, и Долес дарзс.

## География
Площадь — 20,2 км², бо́льшая часть покрыта лесом. На полуострове есть река Лебьява.
До строительства Рижской ГЭС Долес был островом. В современной литературе указывается и как остров.

## История

Замок Доле на карте 1617 года

Расположение замка Доле на карте 1627 года

- Остров Долес впервые упоминается в 1226 году, когда был пожалован вассалу Иоганн фон Долену и на нём под его указом был построен замок «Вецдоле», разрушенный через 2 года.
- В дальнейшем был построен второй замок. В 1288 году Иоанн II подарил его Домскому капитулу.
- В 1298 году, во время войны Ливонского ордена с архиепископом, рыцари-монахи захватили остров и разрушили замок.
- В 1359 году был построен третий замок — «Яундоле». Внутри замка были расположены пять погребов, хлебопекарня, пивоварня и небольшая церковь. В 1318 году Папа Римский отобрал остров у Ливонского ордена и вернул архиепископу. Замок был взорван поляками во время шведско-польской войны в 1628 году.
- В XVII веке, в 2 км от бывшего замка возникло поместье. Поместье пострадало во время Первой мировой войны.

## Достопримечательности
На полуострове расположен природный парк, также есть музей Даугавы, когда-то на его месте был замок нового времени, он был построен в 1898 году для рода фон Левис оф Менар в неоромантическом стиле.

Замок нового времени, сегодня в нём находится музей Даугавы

## Население
На 2021 год, население примерно составляет 2 557 человек. 